# Xu Jialing
Xu Jialing es una nadadora paralímpica china.

## Carrera
Representó a China en los Juegos Paralímpicos de Verano 2016 y ganó tres medallas en total: oro en el evento S9 de 100 metros estilo mariposa, bronce en el evento S9 de 400 metros estilo libre y bronce en el relevo de estilo libre 4 × 100 metros femenino de 34 puntos.
En 2018, compitió en los Juegos Asiáticos de 2018 celebrados en Yakarta, Indonesia. Culminó con cinco medallas de oro y dos medallas de plata individuales. También ganó la medalla de oro en las competiciones femeninas de 4 × 100 m de estilo libre y en competiciones femeninas de 4 × 100 m de relevos combinados.